# Абатар
Абатар (перс. اباتر) — село в Ірані, у дегестані Тагер-Ґураб, у Центральному бахші, шагрестані Совмее-Сара остану Ґілян. За даними перепису 2006 року, його населення становило 1822 особи, що проживали у складі 528 сімей.

## Клімат
Середня річна температура становить 13,99 °C, середня максимальна – 27,86 °C, а середня мінімальна – -1,44 °C. Середня річна кількість опадів – 852 мм.
| Клімат поселення                              | Клімат поселення | Клімат поселення | Клімат поселення | Клімат поселення | Клімат поселення | Клімат поселення | Клімат поселення | Клімат поселення | Клімат поселення | Клімат поселення | Клімат поселення | Клімат поселення | Клімат поселення |
| Показник                                      | Січ.             | Лют.             | Бер.             | Квіт.            | Трав.            | Черв.            | Лип.             | Серп.            | Вер.             | Жовт.            | Лист.            | Груд.            |                  |
| Середній максимум, °C                         | 8,08             | 8,96             | 12,03            | 17,72            | 22,02            | 25,20            | 27,86            | 27,53            | 24,29            | 20,95            | 16,14            | 11,75            |                  |
| Середня температура, °C                       | 3,32             | 4,19             | 7,26             | 12,95            | 17,25            | 20,42            | 23,52            | 23,20            | 19,98            | 16,62            | 11,80            | 7,42             |                  |
| Середній мінімум, °C                          | −1,44            | −0,59            | 2,50             | 8,18             | 12,46            | 15,66            | 19,19            | 18,88            | 15,64            | 12,28            | 7,47             | 3,10             |                  |
| Норма опадів, мм                              | 88               | 70               | 71               | 52               | 39               | 25               | 15               | 39               | 85               | 130              | 111              | 127              |                  |
| Середньомісячна швидкість вітру, м/с          | 2.29             | 2.37             | 2.40             | 2.30             | 2.30             | 2.60             | 2.52             | 2.40             | 2.20             | 2.10             | 2.00             | 1.96             |                  |
| Середньомісячна сонячна радіація, кДж/м²·день | 6839             | 9072             | 11131            | 15863            | 20141            | 22758            | 23586            | 19929            | 16367            | 11084            | 8518             | 6578             |                  |
| --------------------------------------------- | ---------------- | ---------------- | ---------------- | ---------------- | ---------------- | ---------------- | ---------------- | ---------------- | ---------------- | ---------------- | ---------------- | ---------------- | ---------------- |
| Джерело:                                      |                  |                  |                  |                  |                  |                  |                  |                  |                  |                  |                  |                  |                  |